# Gare de Cize - Bolozon
Gare de Cize - Bolozon vasútállomás Franciaországban, Bolozon településen.

## Vasútvonalak
Az állomást az alábbi vasútvonalak érintik:
- Bourg-en-Bresse-Bellegarde-vasútvonal

## Kapcsolódó állomások
A vasútállomáshoz az alábbi állomások vannak a legközelebb:
- Gare de Simandre-sur-Suran
- Gare de Nurieux